# 泰尼魁提爾山
泰尼魁提爾山（英語：Taniquetil），主神語是Dâhan-igwiš-telgûn，是全阿爾達最高山，位於維林諾佩羅瑞山脈之中，曼威宮殿所在，以及維麗、邁雅和凡雅族之家。